# Eusebi Blanco i Añaños
Eusebi Blanco i Añaños (Barcelona, 17 de setembre de 1896 - Lleida, 22 d'abril de 1982) fou un futbolista català dels anys 1910 i 1920.

## Trajectòria
Jugava de centrecampista. Començà la seva trajectòria al FC Espanya l'any 1916. El 1917 ingressà al FC Barcelona, on romangué quatre temporades fins a l'any 1921. El 9 de juny de 1918 fou objecte d'un partit d'homenatge, juntament amb Josep Rodriguez amb el partit Barcelona 4- Europa 1. El 1921 retornà a l'Espanya, on jugà dues temporades més fins al 1923. El 1923 ingressà al FC Martinenc on romangué dues temporades El 1925 fitxà pel FC Lleida, essent el primer professional que jugà a la ciutat, club on ja hi havia jugat cedit algun partit el 1924.
Un cop retirat fou directiu, essent vicepresident de la delegació de Lleida de la Federació Catalana d'Atletisme i membre de la comissió gestora que dirigí la UE Lleida el 1962. L'any 1927 fundà a la ciutat de Lleida la joieria Blanco, que fou la més important de tota la província.

## Palmarès
- 1 Campionat d'Espanya: 
  - 1919-20
- 3 Campionats de Catalunya:
  - 1918-19, 1919-20, 1920-21